# Искусство войны 2: Предательство
«Искусство войны 2: Предательство» (англ. The Art of War II: Betrayal) — канадский видеофильм 2008 года, сиквел фильма 2000 года — «Искусство войны».

## Сюжет
Агент Нил Шоу принимается за расследование убийства своего наставника. Ему удаётся выйти на след людей, предавших убитого, замешанных в коррупции. Однако чем дальше он продвигается в расследовании, тем всё опаснее становится его дело. В конце концов, он понимает, что его использовали как приманку.

## В ролях
| Актёр            | Роль            |
| ---------------- | --------------- |
| Уэсли Снайпс     | Нил Шоу         |
| Лохлин Манро     | Гаррет          |
| Афина Карканис   | Хизер           |
| Уинстон Рекерт   | преподобный Тим |
| Райан Макдональд | Алекс           |
| Рэйчел Хейярд    | Кэрлсон         |
| Скотт Хейндл     | Грэхэм          |
| Майкл Райан      | сенатор Филлипс |
| Паскаль Хаттон   | Отэмн           |